# 麦诺森法案
《麦诺森法案》，又称1943年《排华法案》废止议案，是美国华盛顿州代表麦诺森和佛罗里达州参议员安德鲁在国会提出的，意在废除1882年颁布的《排华法案》，开放中国人入境移民，也允许在美国的中国人归化美籍。这也是自《外国人入籍法》颁布以来首次允许亚洲人入籍。然而，《麦诺森法案》仍不承认中国人在美财产所有权。在一些州，直到1965年该法案被废除，中国人的财产所有权也未被承认。
《麦诺森法案》获得通过是在1943年12月17日。同年，中国在第二次世界大战中正式成为美国盟友。尽管大多数人认为该法案具有积极意义，但它对中国入境者的数量有严格限定：每年仅允许105人获得新的入境签证。这一人数，是由《移民法》规定，对于一些国家，入境移民的人数应是在美国该国人口的2%。但105人每年的数量与在美中国人数量相比严重偏低（根据1890年官方人口数据，在美中国人有107488人来计算，该法定人数应在2150人每年）。尽管计算方法有偏差，中国移民成功入境的数量与其他国籍或种族的移民者相比仍不成正比。1965年《移民和国籍法案》的通过，中国移民的数量开始增长。